# Not eXactly C
Le Not eXactly C (« pas exactement du C » en français) ou NXC est un langage de programmation spécifique au robot Lego Mindstorms NXT basé sur le NBC, un langage assembleur.
L'IDE associé à ce langage est BricxCC.

## Historique
La première version du NXC date de 2007, année de libération de la norme NXT sous licence publique Mozilla. Son développeur, John Hansen, avait déjà mis au point le NQC pour le RCX ; il développe également l'IDE BricxCC.
Jusqu'à la version 1.26 du micro-programme, l'utilisation de nombres à virgule flottante était impossible sur le NXT, car non utilisés pour la commande des moteurs et l'acquisition des mesures de capteurs. Depuis cette version, cela est aussi possible avec le NXC.

## Exemples de programmes NXC
Voici deux exemples de programmes réalisables avec le NXC, suivis de l'explication de leur effet.
```
task
 main()
{
  
OnFwd
(
OUT_A
, 75);
  
Wait
(
1000
);
}
```

L'actionneur relié à la prise « A » du NXT démarre puis le programme s'arrête au bout d'une seconde.
```
task
 main()
{
  
SetSensorTouch
(
S1
);
  
SetSensorLight
(
S2
);
  
OnFwd
(
OUT_A
);
  
while
(
SENSOR_1
 == 
FALSE
)
  {
    
if
(
SENSOR_2
 > 
50
)
    {
      
PlayTone
(
440
, 
10
);
    }
  }
}
```

L'actionneur relié à la prise « A » du NXT est démarré et le type des capteurs 1 et 2 est défini ; si l'on met le capteur 2 (capteur de luminosité) devant une source de lumière, le NXT produit une tonalité (de fréquence 440 Hz donc un la3) durant 10 millisecondes. L'appui sur le capteur 1 (capteur de contact) provoque l'arrêt du programme.